# Langley Research Center

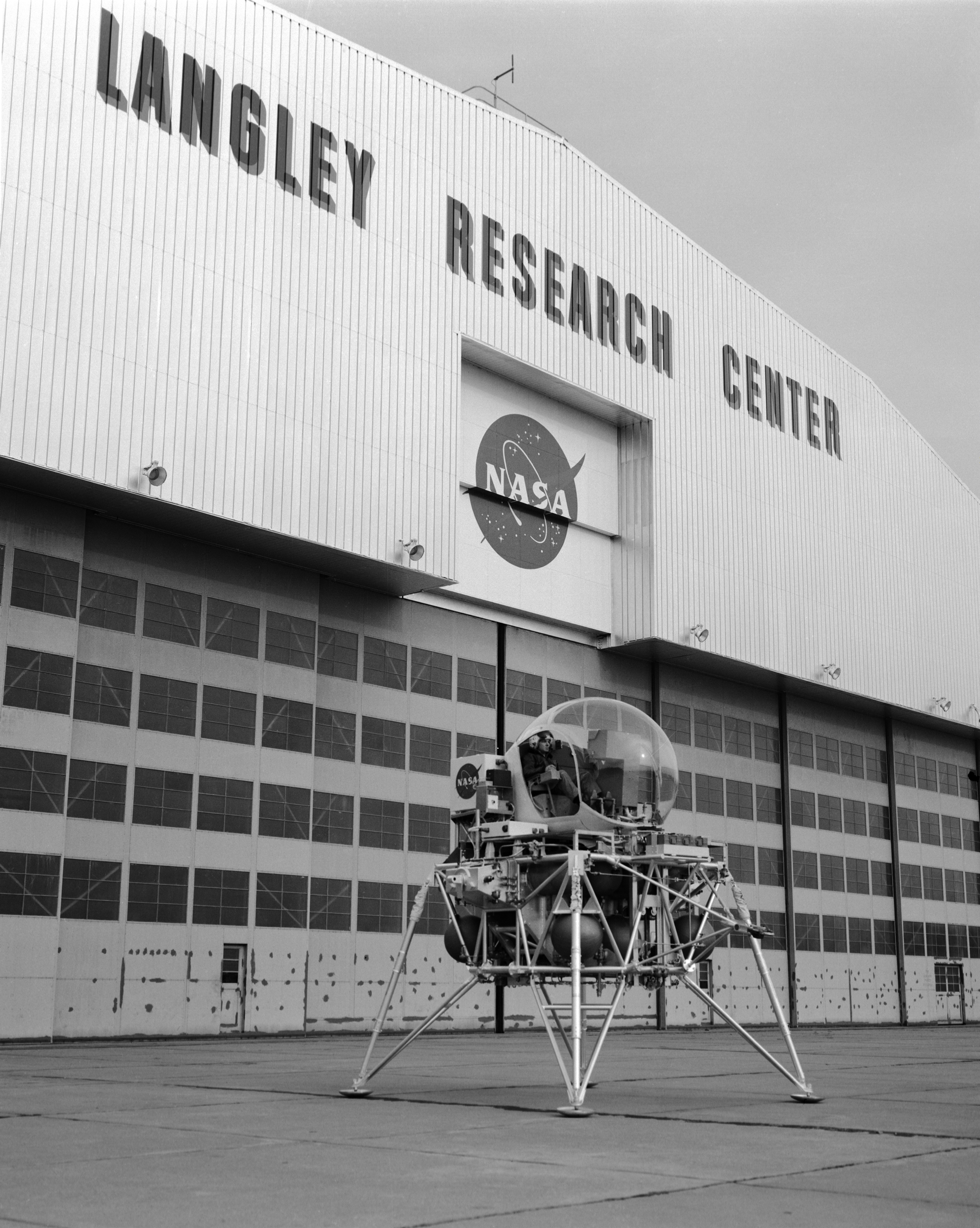
Övningsfarkost till månlandingarna utanför en av Langleys hangarer.

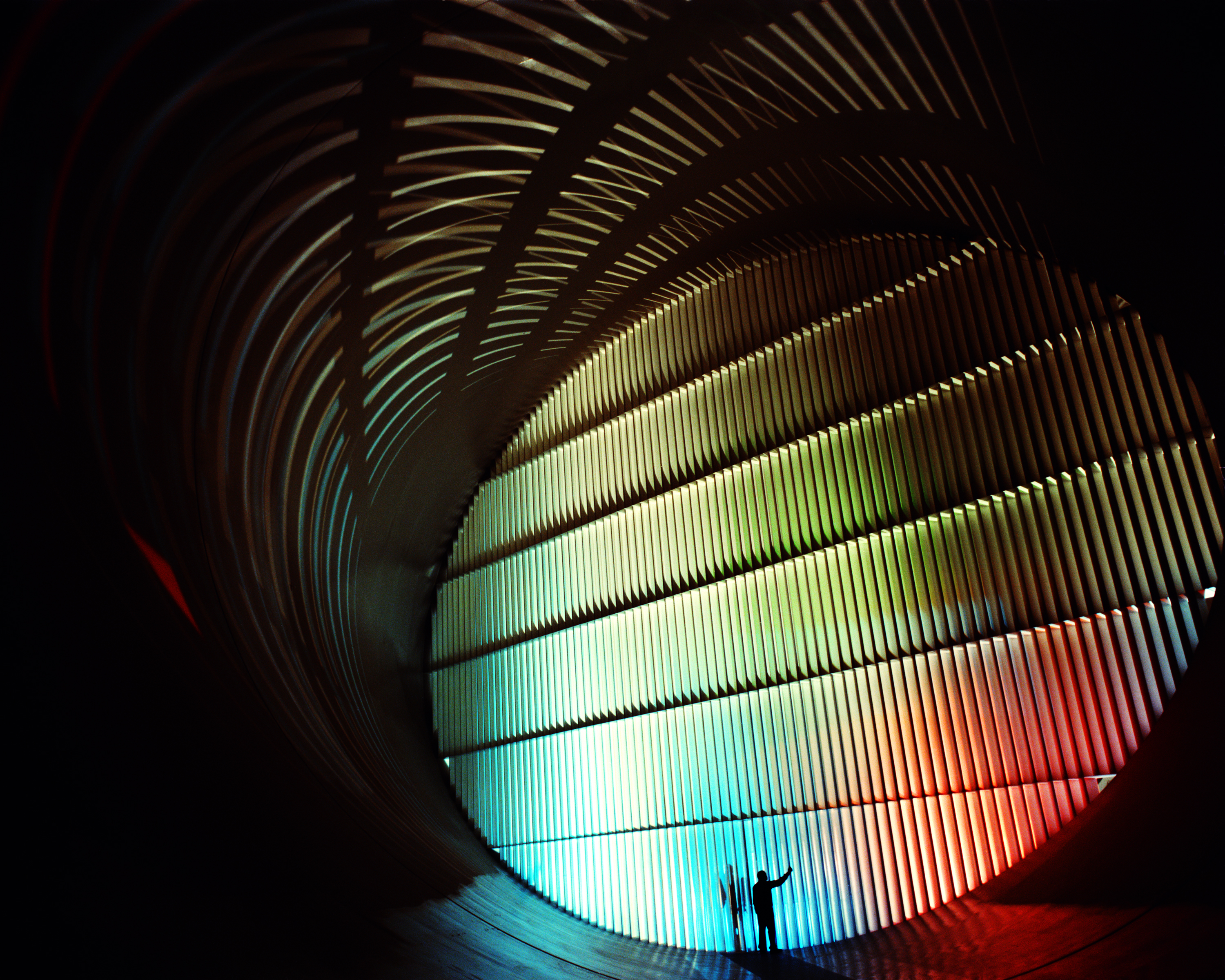
Vindtunnel i Langley.

Langley Research Center är ett forskningscentrum för raket- och flygteknik som drivs av NASA och är beläget vid Hampton i sydöstra Virginia. Det initierades av NASA:s föregångare NACA, som bildats 1915, när USA:s regering insåg att de låg efter utvecklingen jämfört med England och Tyskland, och skapade den civila forskningsmyndigheten. Langley Research Center blev NACA:s första forskningsinstitution och den började byggas 1917 och invigdes 1920. Den uppkallades efter flygpionjären Samuel Pierpont Langley och hade namnet Langley Memorial Aeronautical Laboratory till 1948. Platsen valdes vid den militära flygbasen Langley Air Force Base för att få synergieffekter och men konkurrenssituationen med flygvapnet ledde först till förseningar. Institutionens huvudlaboratorium med en vindtunnel invigdes 1920, det var en kopia från ett engelskt laboratorium och den var redan föråldrad. Med vindtunneln utbildades NACA:s forskare och de byggde en ny modell med erfarenheterna, centret fick ett genombrott när de förbättrade vindtunnlarna genom att visa att de blev träffsäkrare om de användes med trycksatt luft, och i början av 1930-talet var de världsledande.
Efter andra världskriget forskade de uteslutande på överljudsfarkoster och raketer och efter att NACA omvandlades till NASA fortsatte de leda utvecklingen för rymdfärderna. I juni 2012 listades Langley Research Center på den amerikanska nationella kulturavslistan National Register of Historic Places.